# ホールズギャップ
ホールズギャップ  (Halls Gap) はオーストラリア・ビクトリア州の西地域の人口430人（2016年）の小さな町で、グランピアンズ国立公園の観光拠点である。州都メルボルンの256キロメートル西にあり、車で約3時間かかる。

## 歴史
オーストラリアの原住民であるアボリジニはオーストラリアの各地に約5,000年前から住んでいた。
1830年代に最初の欧州人がこの地を探検する。
1841年、欧州人のチャールズ・ホール（Charles Browning Hall）が、牛の牧草地を求めて最初にこの地に定住し、大きな農場を設けた。その場所は、グランピアンズのすぐ東、原住民（Tjapwurong族）が "Mokepilli"と呼ぶ場所だった。
ある日、チャールズ・ホールは、アボリジニの歩く道をたどり、山と山のすき間（gap、ギャップ）のような土地を見つけた。そこは、現在、ホールズギャップの街がある土地だが、そこで、アボリジニの部族（Jardwa族かBuandik族）に出会い、大牧場にした
ホールズギャップは一時期、牛泥棒の牛置き場に使われたが、その後、羊の牧場になった。1860年代に、近くの街・スタウェル（Stawell）で金が見つかり、人々が集まりはじめ、周辺の街ホールズギャップにも人が来るようになった。
1876年、ホールズギャップに最初の商店がオープンし、1890年代に労働者の宿舎や学校が設けられた。1893年2月3日に郵便局が開設され、1896年に閉鎖されたが、1902年、再開された。

## 現在
現在のホールズギャップは、グランピアンズ国立公園の観光拠点として観光産業の街である。約20軒の宿泊施設があり、パブ、レストラン、カフェ、スーパーマーケット、商店がある。
宿泊施設はホテルだけでなく、キャラバンパークやユースホステル（Halls Gap Grampians YHA）など多様である。国立公園インフォメーションセンターとアボリジニ文化センターを兼ねた施設・ブランバク（Brambuk）もある。
ホールズギャップ動物園（Halls Gap Zoo）は、街の中心から7㎞離れている。ゴルフ場（ホールズギャップ・ゴルフクラブ、Halls Gap Golf Club）も近郊にある。

## 交通
ホールズギャップは、グランピアンズロード（Grampians Road）にある。ビクトリア州都のメルボルンの256キロメートル西にあり、道路は舗装されており、約3時間の快適なドライブで到着できる。
公共の乗り物だと、電車とバスがある。参考までに、メルボルンからV/Line Coachを利用する例をあげる（2013年4月7日時点）。メルボルンからアララット駅（Ararat Station）まで電車で約2時間10分。乗り換えて、バスでスタウェル駅（Stawell Station）まで約25分。乗り換えて、バスでホールズギャップまで約34分。待ち時間を含め、合計3時間半である。
ウォーナンブール (ビクトリア州)から、クリスチャンズ（Christian's Bus Company）のバスもある。
ホールズギャップに飛行場はない。最短の飛行場は90㎞離れたハミルトンの飛行場になる。

## 引用文献
1. ↑  “Census2016”. 2022年8月5日閲覧。
2. ↑   “Halls Gap”.   Shawfactor. 2013年4月6日閲覧。
3. ↑  Halls Gap information & attractions: accommodation & visitor guide “Halls Gap”.   Travel Victoria. 2013年4月6日閲覧。